# Yoan Severin
Yoan Severin (Villeurbanne, 1997. január 24. –) francia korosztályos válogatott labdarúgó, a svájci Servette hátvédje.

## Pályafutása

### Klubcsapatokban
Severin a franciaországi Villeurbanne városában született. Az ifjúsági pályafutását az Isle d'Abeau, a Bourgoin-Jallieu, a Lyon és az Évian csapatában kezdte, majd az olasz Juventus akadémiájánál folytatta.
2017-ben mutatkozott be a belga Zulte-Waregem első osztályban szereplő felnőtt keretében. 2018. július 17-én szerződést kötött a svájci másodosztályban érdekelt Servette együttesével. Először a 2018. július 21-ei, Aarau ellen 2–0-ra megnyert mérkőzésen lépett pályára. Első gólját 2018. október 20-án, szintén az Aarau ellen hazai pályán 3–1-es győzelemmel zárult találkozón szerezte meg. A 2018–19-es szezonban feljutottak az első osztályba.

### A válogatottban
Severin 2016 és 2017 között tagja volt a francia U20-as válogatottnak.

## Statisztikák
2023. május 29. szerint
| Klub          | Szezon   | Osztály                | Bajnokság | Bajnokság | Kupa és ligakupa | Kupa és ligakupa | Nemzetközi | Nemzetközi | Összesen | Összesen |
| Klub          | Szezon   | Osztály                | Meccs     | Gól       | Meccs            | Gól              | Meccs      | Gól        | Meccs    | Gól      |
| ------------- | -------- | ---------------------- | --------- | --------- | ---------------- | ---------------- | ---------- | ---------- | -------- | -------- |
| Zulte-Waregem | 2016–17  | Jupiler League         | 4         | 0         | 1                | 0                | —          | —          | 5        | 0        |
| Servette      | 2018–19  | Swiss Challenge League | 23        | 2         | 1                | 0                | —          | —          | 24       | 2        |
| Servette      | 2019–20  | Swiss Super League     | 4         | 0         | 2                | 0                | —          | —          | 6        | 0        |
| Servette      | 2020–21  | Swiss Super League     | 26        | 0         | 1                | 0                | —          | —          | 27       | 0        |
| Servette      | 2021–22  | Swiss Super League     | 18        | 0         | 2                | 0                | 1          | 0          | 21       | 0        |
| Servette      | 2022–23  | Swiss Super League     | 28        | 2         | 3                | 0                | —          | —          | 31       | 2        |
| Servette      | Összesen | Összesen               | 99        | 4         | 9                | 0                | 1          | 0          | 109      | 4        |
| Összesen      | Összesen | Összesen               | 103       | 4         | 10               | 0                | 1          | 0          | 114      | 4        |

## Sikerei, díjai
Zulte-Waregem
- Belga Kupa
  - Győztes (1): 2016–17

- Belga Szuperkupa
  - Döntős (1): 2017–18

Servette
- Swiss Challenge League
  - Feljutó (1): 2018–19